# Фундетура (Вилча)
Фундетура (рум. Fundătura) — село у повіті Вилча в Румунії. Входить до складу комуни Вледешть.
Село розташоване на відстані 161 км на північний захід від Бухареста, 7 км на північний захід від Римніку-Вилчі, 99 км на північний схід від Крайови, 116 км на південний захід від Брашова.

## Населення
За даними перепису населення 2002 року у селі проживали 112 осіб, усі — румуни. Усі жителі села рідною мовою назвали румунську.